# Elimiotide

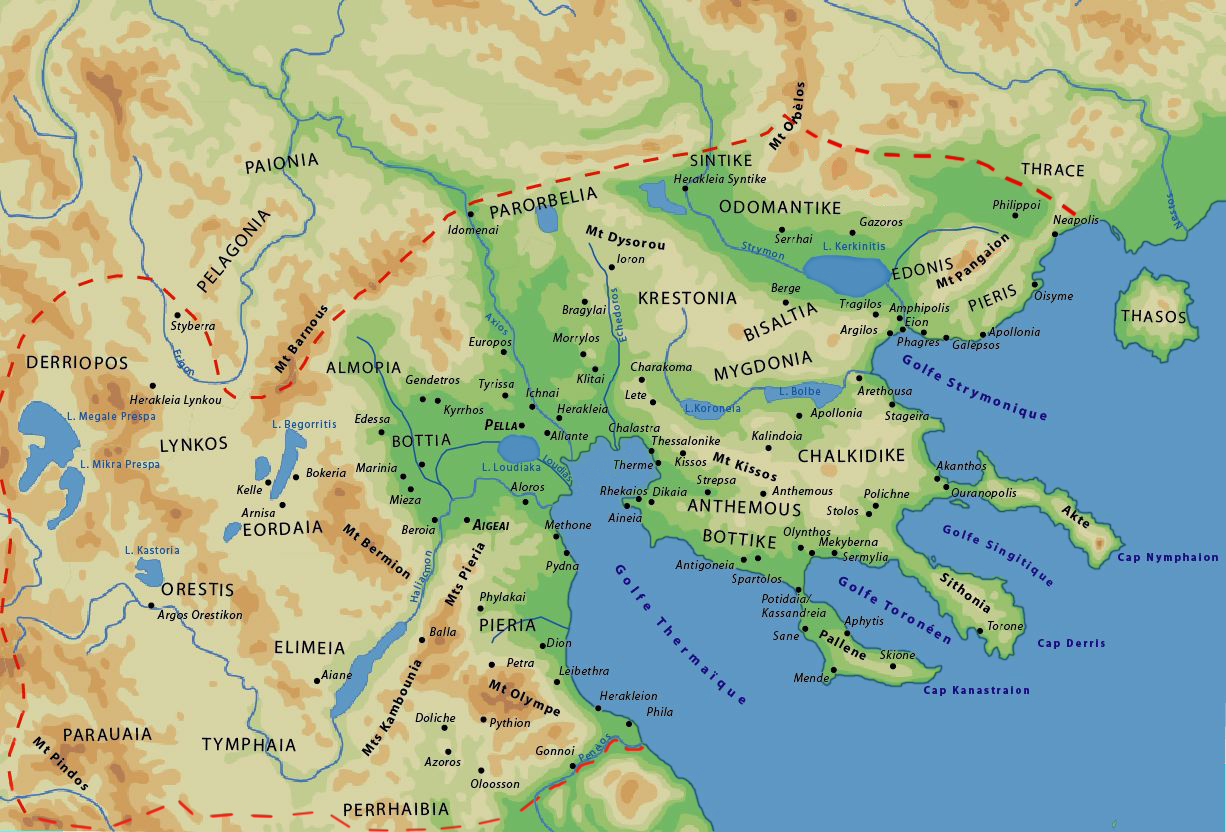
Elimiotide nel sud-ovest della Macedonia

L'Elimiotide o Elimea (greco: Ἐλίμεια) era un'antica regione della Macedonia posta nella parte sud-ovest, fra la Pieria e l'Orestide. Geograficamente la regione era posta fra il Monte Pindo a ovest ed il medio e alto corso del fiume Aliacmone.
In antichità la regione era abitata da una popolazione detta Elimei o Elimioti, ma successivamente fu governata dai macedoni. Dopo la conquista romana della regione, successiva alla terza guerra macedone, la regione costituì, insieme all'Epiro, e all'Illiria la quarta fra le repubbliche in cui fu suddivisa la Macedonia.
In seguito divenne parte della provincia romana di Macedonia.
La più importante città della regione era Aiani.
L'area occupata dall'antica regione oggi appartiene alla prefettura greca di Kozani.